# Св. Андрей (начално училище в Пловдив)
Вижте пояснителната страница за други значения на Свети Андрей.
Училище „Св. Андрей“ е първоначално мъжко католическо училище в Пловдив, основано през 1863 г.

## История
Организирано обучение на деца към Пловдивската католическа енория започва през януари 1854 по предложение на епископ Андреа Канова. То не е систематично. През 1862 г. преподавателят по латински език към енорията Андрей Пастори издава първия български учебник по италиански език.
Първоначалното мъжко училище „Св. Андрей“ е основано на 31 юли 1863 г. от свещеници-успенци – Викторин Галабер, Лопир и Бартелеми. Три години по-късно към тях се присъединява и Александър Шелие. През 1870 г. училището се поема от отец Александър Шилие и се откриват допълнителни курсове по френски език. От средата на учениците са първите чиновници в Източна Румелия.
През Руско-турската война училището е преобразувано на болница за ранени българи от средногорските и родопски села. Отец Иван Пищийски е един от първите ученици в училище. През 1897 г. той е назначен за директор, длъжност която заема в продължение на петнадесет години. През 1907 г. Роберт Менини поверява училището на българските мирски свещеници при Пловдивската катедрала „Св. Лудвиг“. Директор на училището от 1912 г. е отец Георги Гиев. Министерството на просветата издава необходимите сертификати и признава свещениците за учители. След Балканските войни в училището са настанени 600 тракийски бежанци. На 31 юли 1923 г. училището е признато за народно училище, а отците-преподаватели – Георги Гиев, Франц Пъчев, Йосиф Гроздев и Антон Карагьозов за назначени и признати за народни учители с щатна категория и заплата.
Учителите успяват да подговят и издадат учебници за I, II, III и IV отделение за първоначалните католически училища, одобрени от Министерството на просветата през 1928 г. Училището редовно се посещава от 150 деца, преобладаващата част, от който са католици. Сградата на училището не е пострадала от земетресението през 1928 г. През 1929 г. половината от сградата е съборена във връзка с въвеждането на новия регулационен план на Пловдив.
През 1931 г. е построена нова сграда на училището едновременно с възстановяването на катедралата и митрополията. Композицията е проектирана от архитект Камен Петков. На освещаването на новата сграда присъства архиепископ Анджело Джузепе Ронкали. От 1932 г. то се поема от цивилни учители – католици, държавни служители. Същата година се чества 25-годишнина на училището. Ежегодно училището е издавало Католическото календарче "Свети Андрей" за простите и високосните години.
По-късно в сградата на училището е настанен техникумът по озеленяване, а след това и СПТУ по електропромишленост „Малчика“. През 1990-те години сградата е върната на църквата и дадена под наем.
- Училище „Свети Андрей“ с катедралата и митрополията през 1892 г.
- Училището, кулата и катедралата след ремонта през 1932 г.
- Комплексът към катедралата през 2016 г.